# Petar Vid Gvozdanović
Petar Vid Gvozdanović (niem. Peter Vitus Freiherr von Quosdanovich; ur. 12 czerwca 1738 w Sichelbergu, zm. 13 sierpnia 1802 w Wiedniu) – marszałek polny porucznik Cesarstwa Austrii oraz komandor Orderu Marii Teresy; z pochodzenia Chorwat. Odegrał kluczową rolę w kilku bitwach armii austriackiej, stoczonych z francuską Armią Włoch pod wodzą Napoleona Bonaparte podczas wojny Francji z I koalicją.

## Młodość
Gvozdanović urodził się w Sichelburgu (Žumberak) w granicach dzisiejszej Chorwacji. W roku 1752 zaciągnął się do 41. Pogranicznego Pułku Huzarów Varaždin. Uczestniczył w wojnie siedmioletniej. Wyróżnił się podczas wojny o sukcesję bawarską w latach 1778–1779. Awansowano go do stopnia pułkownika w Slawońskim Pułku Huzarów oraz odznaczono Krzyżem Królewskim Orderu Wojskowego Marii Teresy. Uczestniczył w wojnie austriacko-tureckiej w latach 1787–1791. Awansował do stopnia generała majora i objął dowództwo nad Alt Gradisca. 29 grudnia 1793 został mianowany na stopień marszałka polnego porucznika za starszeństwem od 20 grudnia 1783.

## Wojny z Francją
Podczas wojny I koalicji z Francją Gvozdanović początkowo dowodził brygadą, a następnie – dywizją. W bitwie pod Fleurus, która zakończyła się decydującą porażką sił koalicyjnych z Austriakami na czele, Gvozdanović dowodził drugą kolumną. Natomiast w dniu 24 września 1795 stojąc na czele dywizji odniósł spektakularne zwycięstwo nad dwiema francuskimi dywizjami w trakcie bitwy pod Handschuhsheim (obecnie dzielnica Heidelbergu). W lipcu 1796 roku przeniesiono go do Włoch, gdzie dowodził korpusem w armii Dagoberta Sigmunda von Wurmsera i Józefa Alvinczy’ego w trakcie czterokrotnej próby przełamania francuskiego oblężenia Mantui. Podczas pierwszej próby Gvozdanović przegrał bitwę pod Lonato po skomplikowanej serii manewrów w dniach 29 lipca – 4 sierpnia 1796. W trakcie drugiej próby przełamania oblężenia Mantui, dowodził w bitwie pod Bassano (7–8 września). Udało mu się uniknąć utkwienia w Mantui razem z Wurmserem. Z kolei podczas trzeciego natarcia walczył na czele Korpusu Friaul w II bitwie pod Bassano oraz w bitwie pod Arcole. W trakcie decydującej bitwy pod Rivoli, która zakończyła się decydującą klęską wojsk austriackich, dowodził dwiema brygadami. 28 lutego 1797 został przeniesiony do rezerwy. Zmarł w Wiedniu 13 sierpnia 1802 roku.